# Матарія
Матарія — місто і марказ в мухафазаі Дакахлія на північному сході Єгипту. В свою чергу це знаходиться на озері Манзала.
Населення району (марказу) Матарія близько 300 000 чоловік.
Матарійя «Марказ» включає такі села як:
- Ас-Сафра
- Ель Гамамла